# Diadegma patruele
Diadegma patruele là một loài tò vò trong họ Ichneumonidae.